# Тернер, Андрей Андреевич
Андрей Андреевич Тернер (1746 ― неизвестно) ― херсонский комендант, генерал-майор. Вологодский вице-губернатор, действительный статский советник. Георгиевский кавалер.

## Биография
Из обер-офицерских детей. Сын подполковника гарнизонных войск Андрея Тернера. Один из строителей Херсона, его комендант.
В службе с 1759 года; из полковых адъютантов Ладожского пехотного полка, квартировавшего в Ревеле, произведён в поручики 30 сентября (11 октября) 1770; произведён капитаном Ладожского пехотного полка на 31 декабря 1772 (11 января 1773); секунд-майором Ингерманландского пехотного полка сверх комплекта 1 (12) января 1781; переведён секунд-майором в комплект Ярославского пехотного полка не позднее 1784. С тем полком находился на строительстве Херсона, его крепости и базы русского флота там же в 1784—1787 гг. В мае 1787 новопостроенный город посетила Екатерина II, Ярославский пехотный полк в полном составе был на торжественном смотре войск. Участник первых кампаний Русско-турецкой войны (1787—1791) в Северном Причерноморье: за отличие произведён в премьер-майоры и в том чине пожалован, за победу в Днепровском лимане над турецкой эскадрой близ Очакова, кавалером ордена Святого Георгия IV класса 26 ноября (7 декабря) 1788. Весной 1789 с полком перешел для охраны границы с Польшей, затем в Ревель.
Участник Русско-шведской войны (1788—1790) в составе гарнизонов, охранявших Лифляндское побережье. Из премьер-майоров Ярославского пехотного полка произведён подполковником 24 марта (4 апреля) 1789 и назначен командиром гарнизона крепости Балтийский Порт. С 1792 по 1796 — командир Ревельского № 3-го гарнизонного батальона. С восшествием на престол императора Павла I и утверждением им новых штатов армейских и гарнизонных полков и батальонов 29 ноября (10 декабря) 1796, назначен подполковником Ревельского гарнизона (до 09.01.1797 — Ревельский гарнизонный полк; с 09.01.1797 — Гарнизонный ген.-лейтенанта И. С. Кохиуса полк); на 15.03.1797 — первый из трёх, по старшинству, подполковников Ревельского гарнизонного полка (первый заместитель командира Ревельского гарнизона); из подполковников Гарнизонного ген. от инфантерии И. С. Кохиуса полка пожалован в полковники 22 августа (2 сентября) 1797, с назначением комендантом в Херсон.
Комендант Херсона с 22 августа 1797 по 7 марта 1800. Согласно рапорта ген.-адъютанта Н. И. Кутлубицкого от 8 (19) января 1798, в «крепости в Херсоне в ведении коменданта Тернера стоят 3 артиллерийские роты и сводные 3 гренадерских батальона, составленные из рот Азовского с Орловским, Новгородского с Нижегородским, Вятского с Алексопольским, и 2 морских черноморских солдатских батальона стоят в 2-х форштатах, в казармах и по квартирам, расположение караулов точно так, как следует, и разводы были порядочные. О чем Вашему Императорскому Величеству всеподданнейше доношу». По резолюции Павла I, Тернеру объявлено монаршее благоволение. В той должности, в период с 25 по 28 апреля 1798, исполнил высочайшее повеление Павла I об уничтожении надгробного памятника, склепа и о захоронении гроба с телом св. князя Г. А. Потёмкина-Таврического в Екатерининской церкви, о чём доложил рапортом от 29 апреля (10 мая) 1798 за № 530 на имя новороссийского гражданского губернатора И. Я. Селецкого; произведён генерал-майором 22 сентября (3 октября) 1798, с оставлением в должности; при нём, в декабре того же — 1798, в Херсоне был сформирован и расквартирован гарнизонный полк, командиром которого назначен ген.-майор А. А. Дашков; ВП от 7 (19) марта 1800 отставлен от службы, с правом ношения мундира.
В отставке с марта по май 1800. Высочайшим указом от 12 (24) мая 1800, из отставных генерал-майоров переименован в действительные статские советники и назначен вологодским вице-губернатором; в той должности награждён орденом Святого Владимира 4 степени 22 апреля (4 мая) 1802; по прошению, уволен «за болезнями и старостью лет вовсе от службы, с обращением за долговременное и беспорочное продолжение оной в пансион по смерть полного получаемого им ныне жалования» 15 (27) июня 1804. Неоднократно правил должность вологодского губернатора. Одним из последних его распоряжений, как и. д. губернатора, стало предписание Вологодской городской думе от 11 (23) марта 1804, о размещении на постоянных квартирах Вологодского гарнизонного батальона, вступившего в город вследствие указа от 4 (16) января 1804.
Был женат. Дата и место смерти не установлены.

## Семья
- Отец — подполковник Андрей Тернер. В службе с 1735; из ротных квартирмейстеров лейб-гвардии в капитаны Ревельского гарнизона 25 июня (6 июля) 1739; из капитанов в секунд-майоры Фридрихсгамского гарнизона 20 ноября (1 декабря) 1750; из секунд-майоров в премьер-майоры Фридрихсгамского гарнизона 22 ноября (3 декабря) 1752, а по другим сведениям — с 25 апреля (6 мая) 1752; в том чине до 01.01.1771 — командир Фридрихсгамского № 2-го гарнизонного батальона; уволен в отставку с пожалованием чина подполковника.

- Брат — Яков Андреевич Тернер, секунд-майор Кизлярского гарнизона из капитанов с 12 (23) апреля 1787[12].

- Дочь — Маргарита, в 1802 — кандидатка С.-Петербургского женского училища ордена Святой Екатерины[13].